# Obereopsis laosica
Obereopsis laosica là một loài bọ cánh cứng trong họ Cerambycidae.